# Каристос (дим)
Ка́ристос (греч. Δήμος Καρύστου) — община (дим) в Греции. Расположена на острове Эвбее в Эгейском море. Входит в периферийную единицу Эвбея в периферии Центральная Греция. Население 12 180 жителей по переписи 2011 года. Площадь 674,635 квадратного километра. Плотность 18,05 человека на квадратный километр. Административный центр — Каристос. Димархом на местных выборах 2014 года избран Элефтериос Равьолос (Ελευθέριος Ραβιόλος).
В 2011 году по программе «Калликратис» к общине Каристосу присоединены упразднённые общины Кафирефс, Мармарион и Стира.

## Административное деление

Административное деление общины:
1 — Каристос
2 — сверху сниз: Стира, Мармарион, Кафирефс

Община (дим) Каристос делится на четыре общинные единицы.